# Pandanus concinnus
Pandanus concinnus är en enhjärtbladig växtart som beskrevs av Elmer Drew Merrill och Lily May Perry. Pandanus concinnus ingår i släktet Pandanus och familjen Pandanaceae. Inga underarter finns listade.